# 第1章：地獄火俱樂部
第1章：地獄火俱樂部是美國的科幻恐怖電視劇《怪奇物語》第四季的首播集。本集的背景設定在1986年，講述11號、麥克·威勒和他們的朋友在高中一年級時的變化和挑戰，同時一個新的超自然怪物開始攻擊霍金斯的居民。本集由杜夫兄弟共同指導兼創作劇本。
本集的主要演員除薇諾娜·瑞德、大衛·哈伯、芬恩·伍法德、米莉·芭比·布朗、伽塔·马塔拉佐、迦勒·麥羅林、諾亞·施納普、莎蒂·辛克、娜塔莉亞·戴爾、查理·希頓、喬·奇瑞、戴克·蒙哥馬利、瑪雅·霍克、普莉亞·弗格森、布瑞特·吉爾曼、馬修·莫汀和卡拉·布歐諾等原班人馬回歸。傑米·坎貝爾·鮑爾、艾德華度·法蘭科與約瑟夫·奎因亦在本集以新角色亮相。
地獄火俱樂部於2022年5月27日在Netflix首播，播出後獲得廣泛的好評，尤其針對其包含的恐怖要素及奎因的演技。

## 劇情
1979年9月8日，任職在霍金斯實驗室的馬丁·布倫納負責監督多名具有超自然能力的實驗兒童，然而霎那間目睹整間實驗室被一股“神秘力量”血洗，僅除11號以外的所有實驗兒童被害，布倫納因此將她認作是災難源頭。
1986年3月21日，距離星城購物中心火災八個月後，喬絲一家搬到美國加州萊諾拉山適應新生活，而麥克等人則繼續生活在霍金斯鎮，天各一方的群體均進入高中生活，卻仍因八個月前的慘劇而受到極大的困擾。失去念力的11號在高中裡遭受同學孤立與霸凌，而分隔兩地的強納森同樣與南西出現感情間隔。居家工作的喬絲收到一件疑似從俄國寄來的神秘包裹，內部裝有暗藏密件的瓷娃娃，從密件內容得知半年前生死未卜的哈普仍倖存。
留在霍金斯鎮的麥克和達斯汀加入由古怪學長艾迪·曼森開辦的「地獄火俱樂部」，以龍與地下城為主題的高中社團，兩人因參與重要的遊戲之夜而錯過路卡斯的籃球冠軍賽。對朋友均未出席而失望的路卡斯，仍幸運地幫猛虎隊取勝。
當時已跟路卡斯分手的麥克絲，半年下來悲痛於繼兄比利之死。而霍斯金高中啦啦隊的隊員克莉希·康寧漢，持續被自己受家人施虐的恐怖景象折磨，而景象中出現一架神秘的老爺鐘。克莉希為了擺脫幻覺而向艾迪購買毒品，然而後來卻突然在艾迪的住車裡中邪，在逼真的幻象中遭到一隻具有智慧的類人神秘生物殺害。

## 迴響

### 評價
第1章：地獄火俱樂部在爛番茄根據8篇評論獲得了100%的新鮮度，平均分數為7.6/10。
TV Fantastic的保羅·戴利為本集給出4.5星的評價（滿分為5星），表示「我並沒有因為角色的分離而在開頭就失望，因為似乎敘述不同方面的故事的發展是被迫的。在看完第1章：地獄火俱樂部後，劇本的張力還是一如往常地強，這些角色正以我以往認為不可能的方向發展⋯⋯我們在這部劇中目睹幾個瘋狂的轉折，而他（艾迪·曼森）毫髮無傷地逃離這場可怕的境遇」。
提前看過本集的影視評員寫道：「它更加黑暗、更成熟，而且氛圍也更沉重」。他們也欣賞角色能有更多的發揮空間」。

### 榮譽
TVLine於2022年5月28日評價約瑟夫·奎因為「本週最佳演出」，用以突顯其在本集中良好的演技，同時寫道：「奎因塑造這名少年在短時間內由好奇轉變為擔心，接著因為嚇壞而驚慌失措，並發出那種我們常聽見的其他尖叫聲『哇啊』。總之奎因的首次登場就跟他們來的時候一樣順暢」。
此外，決策者 (網站)將本集列入「2022年最佳電視劇分集」的列表。

## 外部連結
- 官方网站
- 互联网电影数据库上第1章：地獄火俱樂部的资料（英文）